# Samarospora potamogetonis
Samarospora potamogetonis är en svampart som beskrevs av Rostr. 1892. Samarospora potamogetonis ingår i släktet Samarospora, ordningen Eurotiales, klassen Eurotiomycetes, divisionen sporsäcksvampar och riket svampar.   Inga underarter finns listade i Catalogue of Life.